# Zhejiang Zheneng Electric Power
Zhejiang Zheneng Electric Power Company Limited — китайская региональная энергетическая компания. Основана в 1985 году, штаб-квартира расположена в Ханчжоу; входит в число крупнейших публичных компаний страны и мира.

## История
Компания Zhejiang Zheneng Electric Power («Чжэцзянская юго-восточная электроэнергетическая компания») была основана в июне 1985 года; в 1992 году она была преобразована в акционерное общество, в декабре 2013 года вышла на Шанхайскую фондовую биржу. В 2024 году Zhejiang Zheneng Electric Power заняла 1007-е место в рейтинге Forbes Global 2000.

## Деятельность
Zhejiang Zheneng Electric Power управляет угольными, газовыми и солнечными электростанциями, поставляет клиентам электроэнергию, тепло и пар; также Zhejiang Zheneng Electric Power инвестирует в проекты атомной энергетики и владеет 11,09 % акций Jolywood Sunwatt Co. Ltd. (Сучжоу) — крупного производителя комплектующих для солнечных модулей. Основные активы компании сосредоточены в провинции Чжэцзян, а также в Синьцзяне. По состоянию на 2023 год основные продажи Zhejiang Zheneng Electric Power пришлись на тепловую электроэнергию (71,8 %), солнечную электроэнергию (11 %) и пар (7,5 %). Крупнейшим рынком сбыта был материковый Китай (95,7 %).

## Акционеры
Крупнейшими акционерами Zhejiang Zheneng Electric Power являются Комитет по контролю и управлению государственным имуществом провинции Чжэцзян (73,18 %), Комитет по контролю и управлению государственным имуществом Китая (4,27 %), Комитет по контролю и управлению государственным имуществом провинции Хэбэй (0,95 %) и Harvest Fund Management (0,51 %).